# Michaelophorus shafferi
Michaelophorus shafferi là một loài bướm đêm thuộc chi Michaelophorus, có ở Brasil. Bướm bay vào tháng 4, và có sải cánh dài khoảng 9 mm.